# Проделки сорванца
«Проделки сорванца» (латыш. Emīla nedarbi, Проделки Эмиля) — художественный телевизионный фильм режиссёра Вариса Браслы по мотивам книги Астрид Линдгрен о Эмиле из Лённеберги. Снят на Рижской киностудии в 1985 году.

## Сюжет
Маленький Эмиль живёт с родителями и младшей сестрой на хуторе. В глазах родителей он страшный проказник. Отец начинает побаиваться его новых выдумок и старается держать сына подальше от важных дел.
На совести Эмиля уже лежит разбитая супница, попавший в крысиный капкан палец отца, неудачно вырванный зуб работницы Лины и разбитое окно в столовой фру Петрель.
Но только такой озорник, как Эмиль, сумел справиться со злой и алчной комендантшей приюта. В день своего рождения ему удалось устроить весёлый праздник для приютских стариков.

## В ролях

### В главных ролях
- Марис Зонненбергс-Замбергс — Эмиль Свенсон (озвучивание Роналдс Нейландс)
  - Харийс Лиепиньш — взрослый Эмиль
- Даце Эверса — Альма Свенсон, мать Эмиля
- Диана Занде — Лина
- Улдис Думпис — Антон Свенсон, отец Эмиля
- Вия Артмане — комендантша приюта
- Мадара Дишлере — Ида Свенсон
- Рудольф Плепис — Алфред, работник

### В ролях
- Эвалдс Валтерс — Столле-Йоке
- Дина Купле — Креса-Майя
- Ольга Круминя — фру Петрель
- Янис Зариньш — доктор
- Имантс Адерманис — хозяин

### В эпизодических ролях
- А. Бурковскис
- Я. Букс
- Э. Голдманис
- В. Честновс
- Арийс Гейкинс
- А. Гримзе
- В. Калме
- А. Калнарайс
- И. Калнарая
- Лаурис Либертс — мальчик на ходулях
- Я. Лусенс
- А. Мерца
- Х. Топсис
- Ю. Винтерс

## Съёмочная группа
- Автор сценария: Алвис Лапиньш
- Режиссёр-постановщик: Варис Брасла
- Оператор-постановщик: Давис Симанис
- Художник-постановщик: Гунар Земгалс
- Композитор: Имантс Калныньш
- Звукооператор: А. Патрикеева
- Художник по костюмам: С. Дексне
- Художник по гримур: Р. Аболтиня
- Режиссёр: А. Жуковскис
- Оператор: В. Емельянов
- Монтажёр: С. Шкила

## Награды
- 1985 — Кинофестиваль «Большой Кристап»
  - победитель в номинации «Лучший полнометражный игровой фильм»[2]